# ألاداغ
ألاداغ هي مدينة صغيرة تقع في محافظة أضنة في تركيا وبلغ عدد سكانها 4,269 نسمة حسب إحصائيات 2009م.وتبعد 100 كم جنوبا عن أضنة.